# Kamieniec (powiat bydgoski)
Kamieniec – osada w Polsce położona w województwie kujawsko-pomorskim, w powiecie bydgoskim, w gminie Sicienko. Miejscowość wchodzi w skład sołectwa Strzelewo.
W latach 1975–1998 miejscowość administracyjnie należała do województwa bydgoskiego.
Zobacz też: Kamieniec. 